# Тегистик (Алматинская область)
Тегистик (каз. Тегістік) — село в Райымбекском районе Алматинской области Казахстана. Административный центр Тегистикского сельского округа. Находится примерно в 63 км к востоку-юго-востоку (ESE) от села Кеген, административного центра района, на высоте 1799 метров над уровнем моря. Код КАТО — 195867100.

## Население
В 1999 году население села составляло 1435 человек (717 мужчин и 718 женщин). По данным переписи 2009 года, в селе проживало 1493 человека (752 мужчины и 741 женщина).

## Топографические карты
- Лист карты K-44-40 Сарыжаз. Масштаб: 1 : 100 000. Состояние местности на 1986 год. Издание 1991 г.